# Северославянские языки
Северославя́нские языки́ — термин, используемый для обозначения различных групп славянских языков.

## Западнославянские и восточнославянские языки
Термин «севернославянские языки» может объединять западнославянские языки и восточнославянские языки вместе взятые в противопоставление южнославянским языкам.
В IX веке южная группа славян была отделена от других групп в результате вторжения мадьяр на территорию Среднедунайской низменности, что обусловило самостоятельное языковое развитие двух частей общеславянского ареала. Хотя разделение между северными и южными славянскими языками не получило широкого признания и в классификации славянских языков, как правило, опускается, термин северославянские языки часто появляется в качестве сокращённого обозначения восточных и западных славянских языков.
В XIX веке термин был популярен в кругах панславистов, особенно в России, где он относился к идее тесной связи между поляками, чехами и русскими, которая должна была обосновать нахождение Польши в составе России.

## Общий «центрально-восточноевропейский» генетический субстрат у западных и восточных славян
Современные генетические исследования доказали, что существует глубокое генетическое родство между большинством западно- и восточнославянских популяций, населяющих географическое пространство охватывающее Польшу на западе и до Волги на востоке, что доказывает генетическую гомогенность (однородность) большинства западных и восточных славян. У западных и восточных славян существует общий «центрально-восточноевропейский» генетический субстрат. Внутрипопуляционное генетическое разнообразие превышает таковое между отдельными ветвями западных и восточных славян, что доказывает примат общего генетического субстрата, а потому генетическое родство западных и восточных славян не было детерминировано лингвистическим родством, а обусловлено общим дославянским происхождением.

## Гипотетическая вымершая группа
Также термин «севернославянские языки» может относиться к гипотетической четвёртой группе славянских языков, независимой от традиционных западнославянских, восточнославянских и южнославянских.
По мнению некоторых славистов, такая группа действительно когда-то существовала и содержала в себе ряд ныне вымерших славянских диалектов, которые не могут быть отнесены ни к западнославянской, ни к восточнославянской группам языков. Древненовгородский диалект как раз содержал такие праславянские архаизмы, которые не сохранились ни в одном другом славянском языке, что по их словам даёт основания считать его частью этой самой группы. На определённом историческом этапе развития часть северных западнославянских и восточнославянских диалектов, из которых сформировались позднее лехитские языки, а также древненовгородский и древнепсковский диалекты, имели некоторые общие черты.

## Искусственные языки
Создано несколько искусственных языков северославянских языков. Примеры:
- Sievrøsku (Sevorian), созданный Джеймсом Кэмпбеллом в 1992 году[11]
- Vuozgašchai (Vozgian), созданный Яном ван Стенбергеном в 1996 году[12]
- Nasëku enezükütü (Nassian), созданный Яном Хавлишем в 2001 году[13]
- Языки Либора Штемона[14] — lydnevi, mrezisk, seversk (jåzaht Severøn), slavëni, slavisk
- Новеградский язык (Novegradian), созданный Мартином Постхумусом в 2006 году[15]